# مايكل بينغهام
مايكل بينغهام (بالإنجليزية: Michael Bingham)‏ مواليد 13 أبريل 1986 في كارولاينا الشمالية، الولايات المتحدة، هو عداء بريطاني متخصص في 200 متر و400 متر. مثل بلاده في الأولمبياد. سبق أن فاز بالميدالية الذهبية في بطولة أوروبا لألعاب القوى.

## الميداليات
| الميدالية | المسابقة                                    |
| --------- | ------------------------------------------- |
| فضية      | بطولة العالم لألعاب القوى 2009              |
| فضية      | بطولة العالم لألعاب القوى داخل الصالات 2012 |
| فضية      | بطولة العالم لألعاب القوى داخل الصالات 2014 |
| ذهبية     | بطولة أوروبا لألعاب القوى 2014              |
| فضية      | بطولة أوروبا لألعاب القوى 2010              |
| فضية      | بطولة أوروبا لألعاب القوى 2010              |
| ذهبية     | بطولة أوروبا لألعاب القوى داخل الصالات 2013 |
| ذهبية     | دورة ألعاب الكومنولث 2014                   |

## روابط خارجية
- مايكل بينغهام على موقع الاتحاد الدولي لألعاب القوى (الإنجليزية)
- مايكل بينغهام على موقع ThePowerOf10.info (الإنجليزية)
- مايكل بينغهام على موقع الدوري الماسي (الإنجليزية)
- مايكل بينغهام على موقع أوليمبيديا (الإنجليزية)
- مايكل بينغهام على موقع اللجنة الأولمبية البريطانية (الإنجليزية)
- مايكل بينغهام على موقع اتحاد ألعاب الكومنولث (مؤرشف) (الإنجليزية)